# St-Barthélémy (Vaugines)

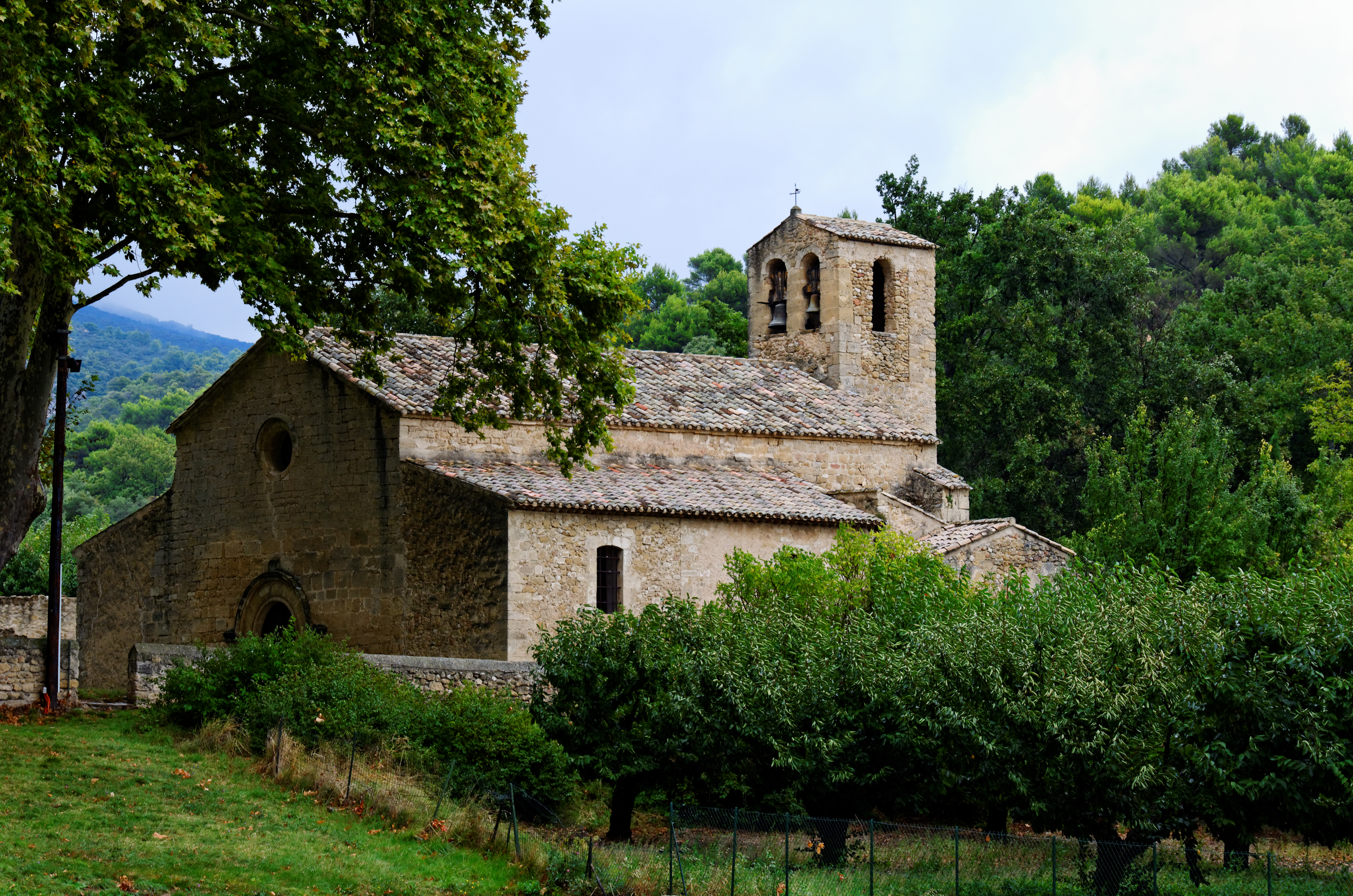
Kirche St-Barthélémy

St-Barthélémy ist eine Pfarrkirche in Vaugines, einer Gemeinde im französischen Département Vaucluse der Region Provence-Alpes-Côte d’Azur.

## Geschichte
Im Jahr 1004 erwarben Benediktiner der Abtei Psalmodie ein Gebiet namens Vallis Amata und gründeten auf diesem das Kloster Saint-Sauveur. Auf den Überresten des abgerissenen Klosters entstand eine Kapelle, die im 13. Jahrhundert zu einer Pfarrkirche mit dem Namen St. Pierre ausgebaut wurde. Das dreijochige Kirchenschiff, das spitzbogige Tonnengewölbe und die Westfassade stammen aus dieser Zeit. Von dem Kloster ist noch die Apsis mit dem Halbkuppelgewölbe erhalten. Nach einem weiteren Umbau im 16. Jahrhundert erhielt die Kirche ihren endgültigen Namen St-Barthélémy.
Im Laufe der Zeit wurde die Kirche vernachlässigt und verfiel. Mit dem durchbrochenen Dach und ruinierten Fußboden wäre sie im 19. Jahrhundert beinahe abgerissen worden. In den 1950er Jahren erhielt sie eine Innen- und Außenrestaurierung und ist seit dem Jahr 2000 ein geschütztes Baudenkmal (Monument historique).
Das Altarbild zeigt St. Sebastian, St. Rochus und St. Joseph mit Jesus auf dem Arm. Es datiert ins 17. Jahrhundert und ist das älteste Mobiliarstück der Kirche.

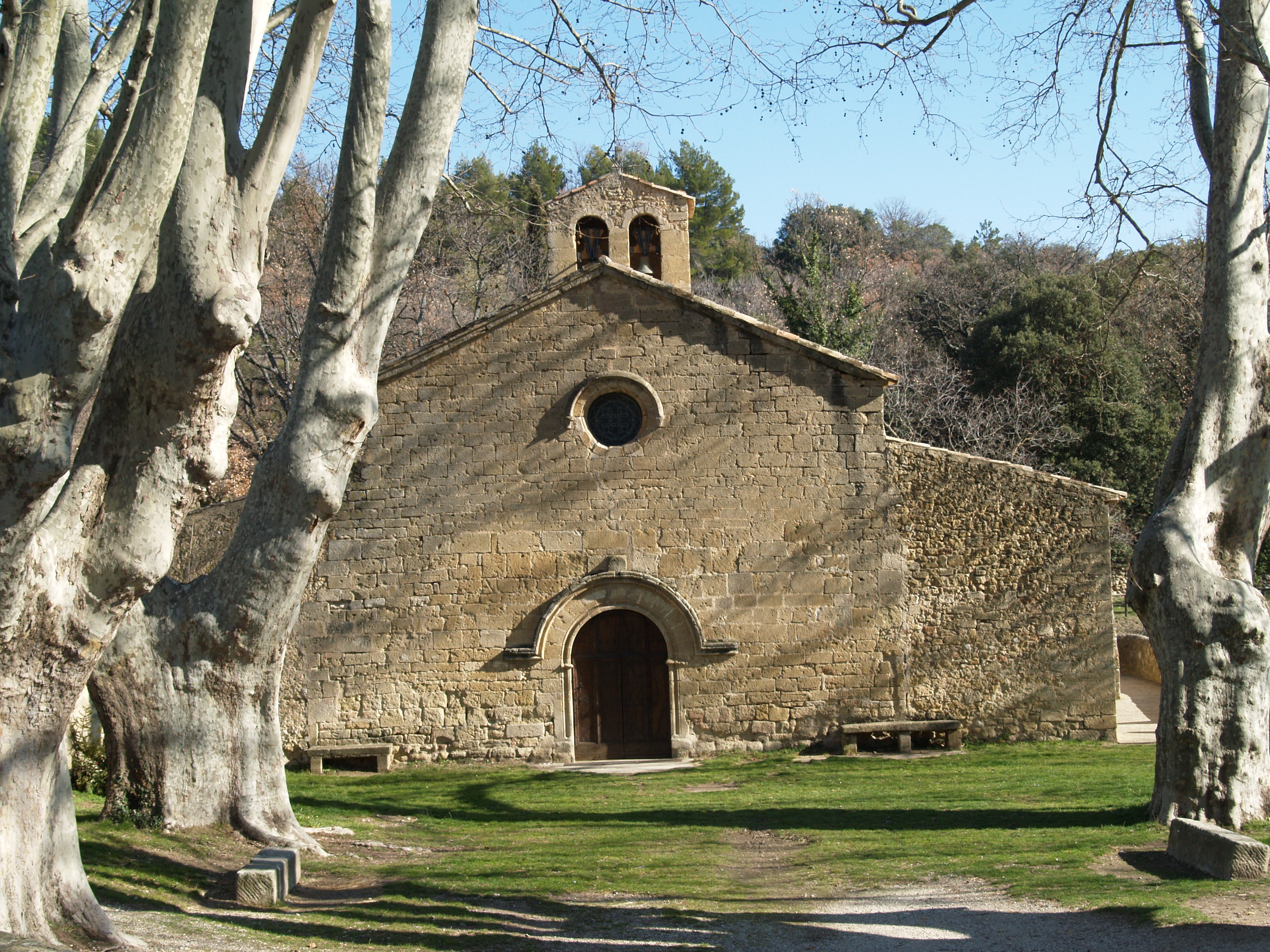
Westfassade
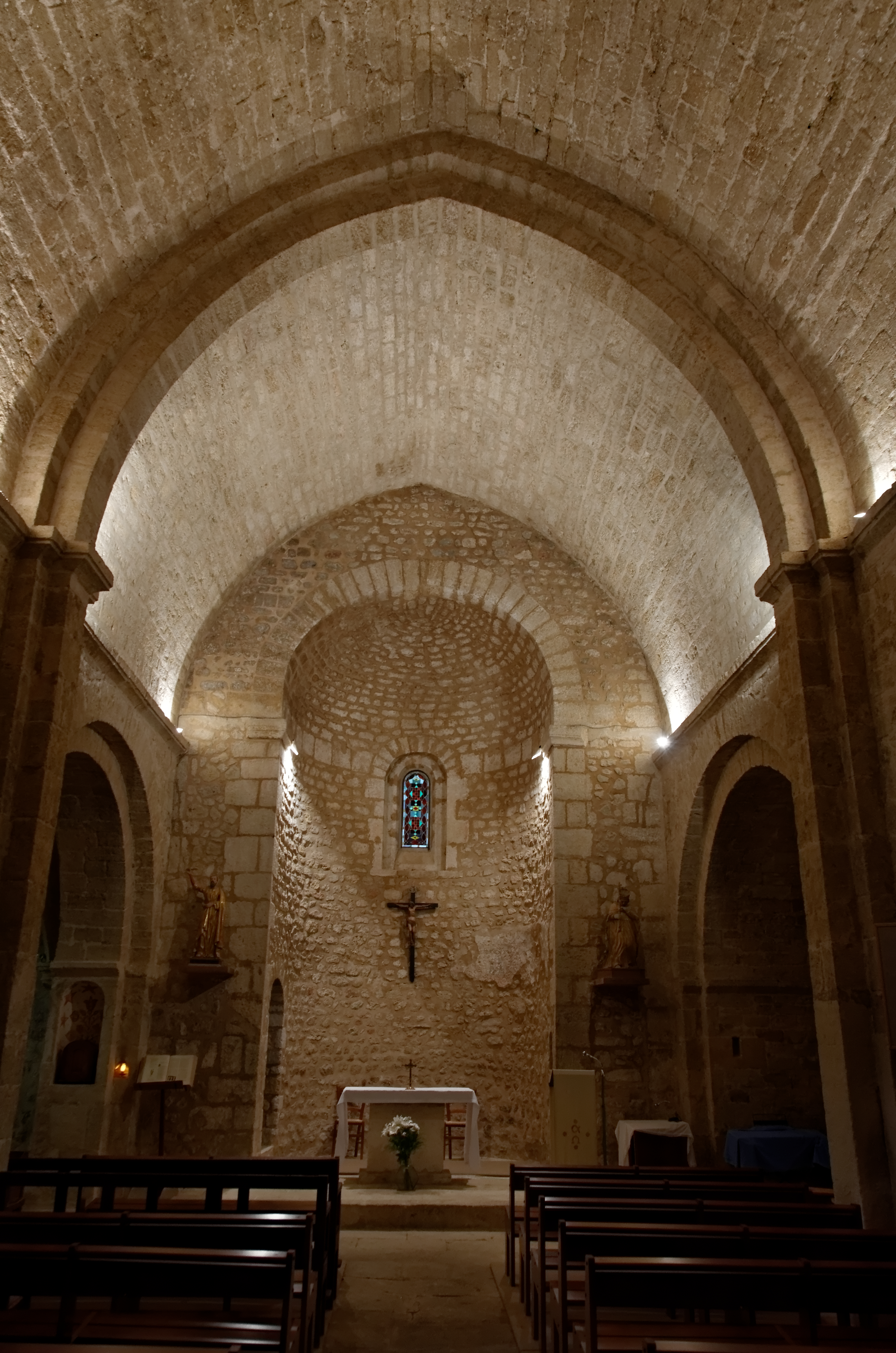
Apsis mit Halbkuppelgewölbe
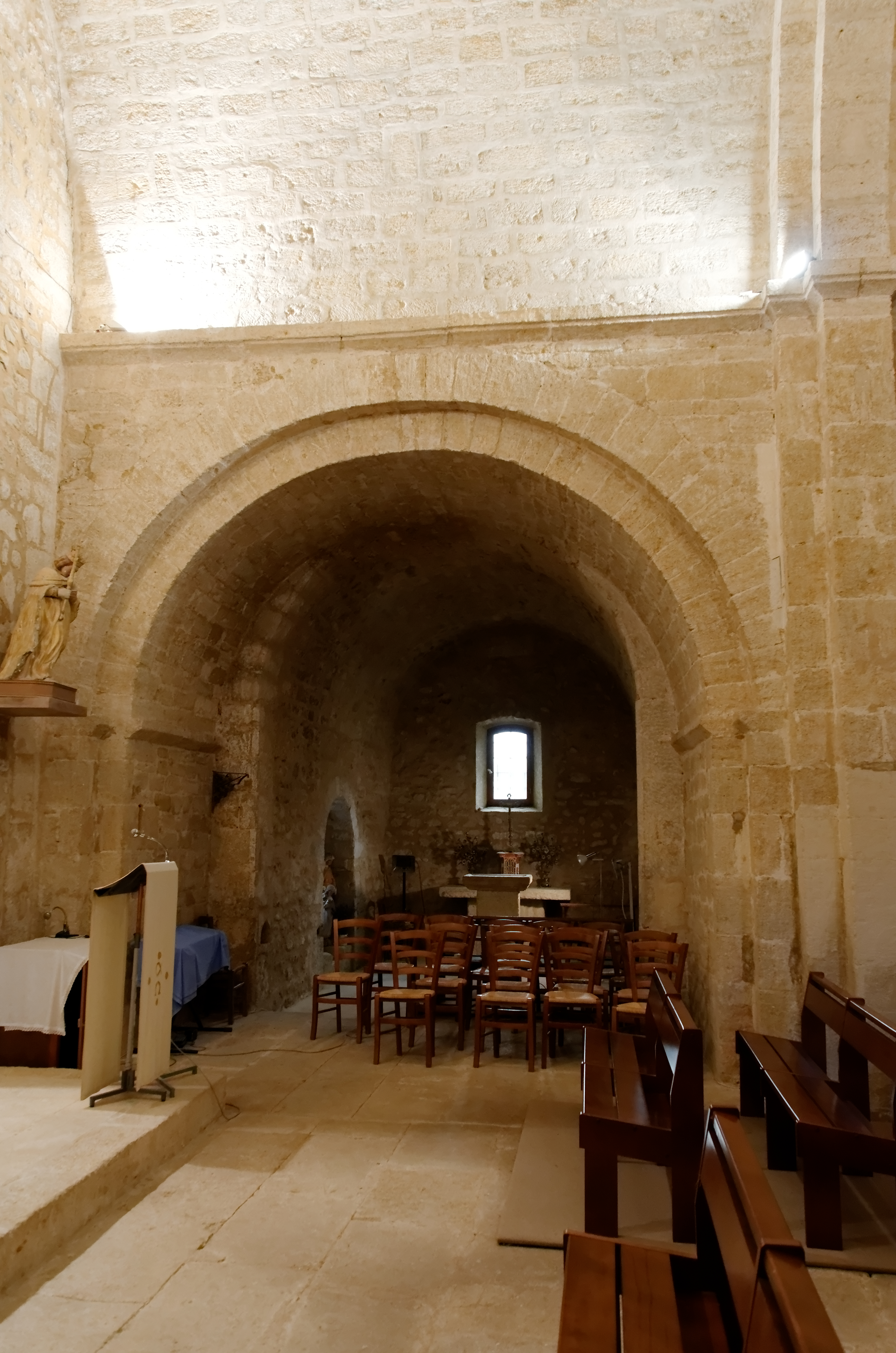
Romanische Seitenkapelle
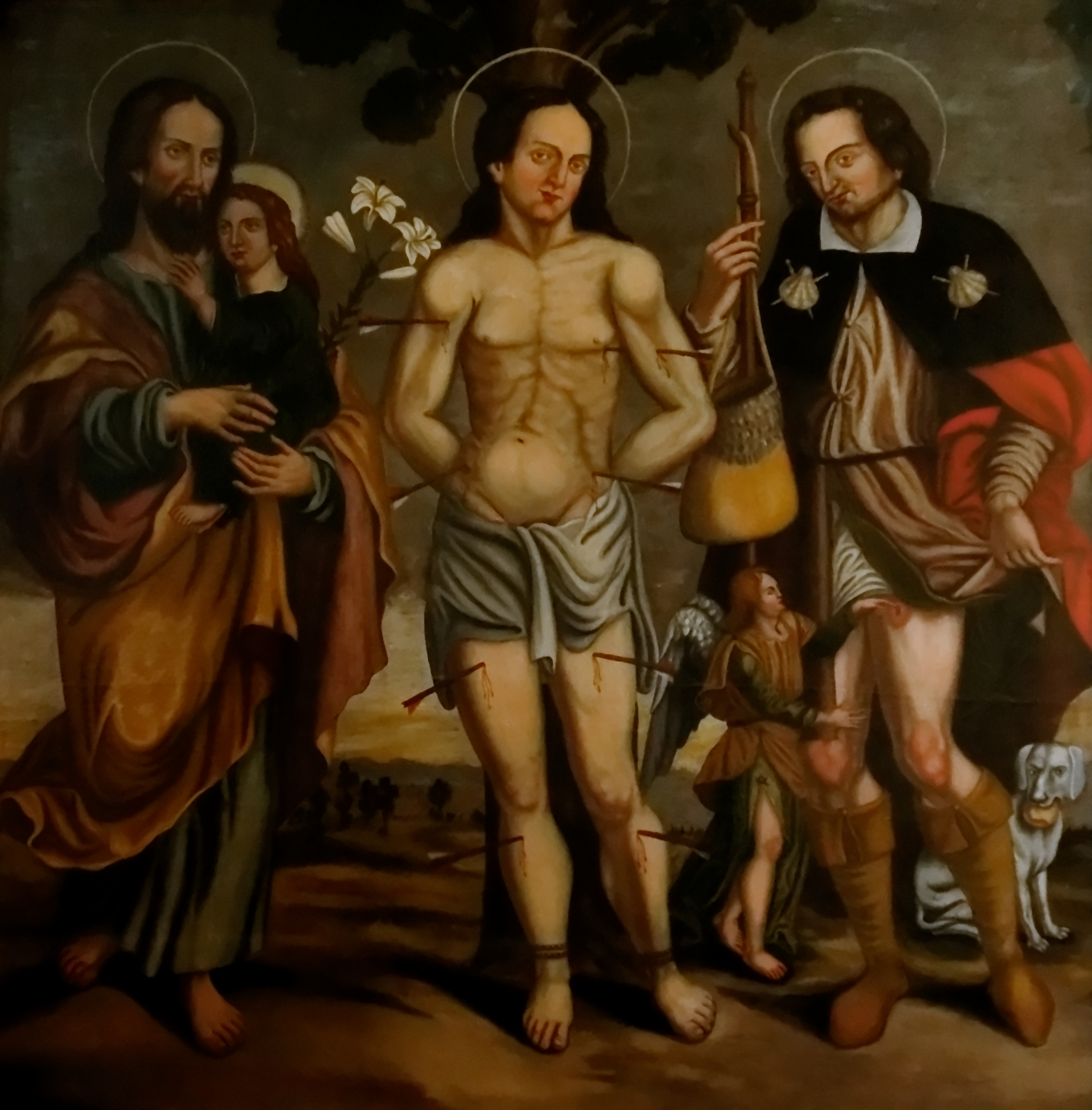
Altarbild